# Johann Michael Wittmer

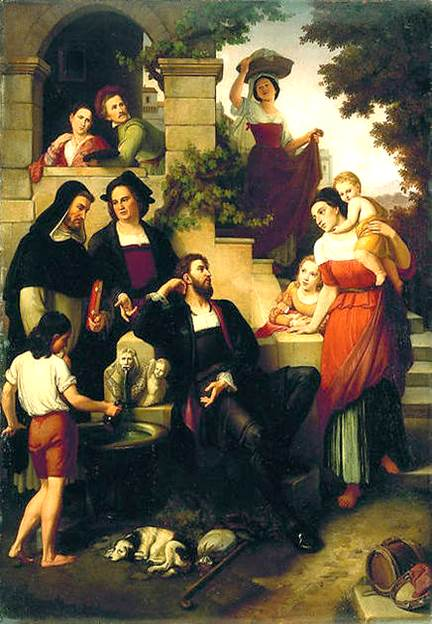
Johann Michael Wittmer: Rast an einem Brunnen, 1866 (unter dem Bogen Selbstporträt von Johann Michael Wittmer und Porträt seiner Frau)

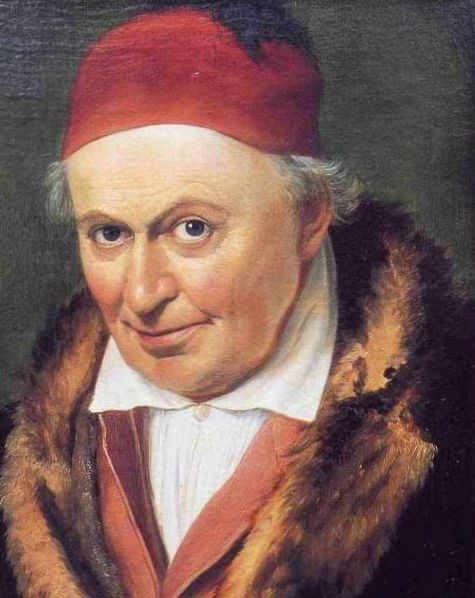
Johann Michael Wittmer: Porträt Joseph Anton Koch, um 1830

Johann Michael Wittmer (* 15. Oktober 1802 in Murnau am Staffelsee; † 9. Mai 1880 in München) war ein deutscher Maler aus der Murnauer Malerfamilie Wittmer, der zum Kreis der Deutschrömer zählte. Seine väterlichen Vorfahren stammen in direkter Linie vom Bildhauer Joseph Witwer aus Imst in Tirol ab (die ursprüngliche Namensschreibweise „Witwer“ veränderte sich dann in Murnau zu „Wittmer“.).

## Leben
Er studierte bis 1828 u. a. bei Peter von Cornelius an der Akademie der Bildenden Künste München und ging danach nach Rom, das bis zu seinem Lebensende sein Lebens- und Schaffensmittelpunkt war. Hier gehörte er auch neben Clemens August Alertz, Friedrich Overbeck und anderen dem Vorstand der Erzbruderschaft Campo Santo Teutonico an. Bei einer seiner Reisen in die Heimat starb er 1880 in München.
Wittmer war vom Werk seines Schwiegervaters Joseph Anton Koch beeinflusst. Zu seinen bevorzugten Motiven gehörten anfangs neben religiösen auch mythologische Themen sowie Dantes „Göttliche Komödie“; ab Ende der 1840er Jahre verlegte er sich fast ganz auf christliche Motive, die er im Stil der Nazarener ausführte.
Um 1860 schuf er das Epitaph für den Maler August Wilhelm Julius Ahlborn (1796–1857) auf dem Friedhof Campo Santo Teutonico.

## Werke (Auswahl)

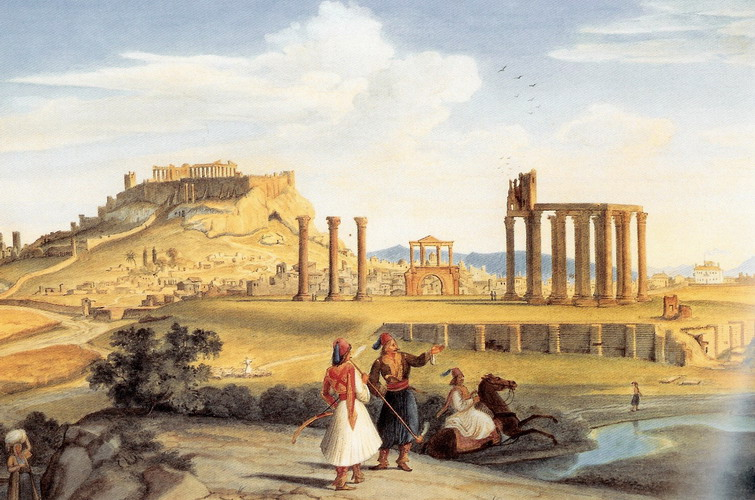
Johann Michael Wittmer: Tempel des Zeus in Athen, 1833

- Wandgemälde im „Türkischen Zimmer“, Schloss Hohenschwangau
- Fresken, Kirche Santa Maria dell’Anima, Rom
- Fresken, Pfarrkirche St. Arsatius, Ilmmünster
- Fresken, Pfarrkirche St. Nikolaus, Murnau
- Altarbild „St. Martin mit dem Bettler“, Pfarrkirche St. Martin, Eglfing
- An den süßen Wassern Asiens in Konstantinopel, 1837, Bayerische Staatsgemäldesammlungen, Neue Pinakothek, München[2]
- Äsop sitzt auf einer Säule über einer Quelle und erzählt dem Volk Fabeln, Schloßmuseum Murnau
- Rast an einem Brunnen, 1866, Schloßmuseum Murnau
- Tempel des Zeus in Athen, 1833

## Veröffentlichungen
- Rom. Ein Wegweiser durch die ewige Stadt und die römische Campagna, 1866 (mit Wilhelm Molitor)